# Список вице-королей Сардинии
Ниже представлен список вице-королей Сардинии в хронологическом порядке:

## Арагонские вице-короли Сардинии
| Дата назначения | Вице-король                     | Примечания                                                                               | Примечания                                                                               | Примечания                                                                               |
| 1417            | Луис де Понтос                  |                                                                                          |                                                                                          | С 1416 года правил король Сардинии Альфонсо V Арагонский.                                |
| 1418            | Хуан де Корбера                 |                                                                                          |                                                                                          |                                                                                          |
| 1420            | Рамбальдо Корбера               |                                                                                          |                                                                                          |                                                                                          |
| 1421            | Бернардо де Сентельес           |                                                                                          |                                                                                          |                                                                                          |
| 1422            | Луис де Арагаль                 | Губернатор Кальяри и Галлуры, исполнял обязанности вице-короля в отсутствие предыдущего. | Губернатор Кальяри и Галлуры, исполнял обязанности вице-короля в отсутствие предыдущего. | Губернатор Кальяри и Галлуры, исполнял обязанности вице-короля в отсутствие предыдущего. |
| 1422            | Бернардо де Сентельес           |                                                                                          |                                                                                          |                                                                                          |
| 1430            | Луис де Арагаль                 | Исполнял обязанности в отсутствие предыдущего.                                           | Исполнял обязанности в отсутствие предыдущего.                                           | Исполнял обязанности в отсутствие предыдущего.                                           |
| 1430            | Бернардо де Сентельес           | Умер в занимаемой должности.                                                             | Умер в занимаемой должности.                                                             | Умер в занимаемой должности.                                                             |
| 1433            | Луис де Арагаль                 | Исполнял обязанности после смерти предыдущего.                                           | Исполнял обязанности после смерти предыдущего.                                           | Исполнял обязанности после смерти предыдущего.                                           |
| 1434            | Хуан де Бесора                  | Королевский прокурор.                                                                    | Королевский прокурор.                                                                    | Королевский прокурор.                                                                    |
| 1437            | Франсиско де Эриль              |                                                                                          |                                                                                          |                                                                                          |
| 1448            | Николас Антонио де Монтес       |                                                                                          |                                                                                          |                                                                                          |
| 1450            | Годофредо де Ортаффа            |                                                                                          |                                                                                          |                                                                                          |
| 1453            | Хуан Бертран Каррос             |                                                                                          |                                                                                          |                                                                                          |
| 1454            | Хуан де Арагаль                 | Исполнял обязанности.                                                                    | Исполнял обязанности.                                                                    | Исполнял обязанности.                                                                    |
| 1455            | Педро Бесалу                    |                                                                                          |                                                                                          |                                                                                          |
| 1458            | Хуан де Флорс                   |                                                                                          |                                                                                          | С 1458 года Сардинией правил король Арагона Хуан II.                                     |
| 1460            | Николас Каррос де Арбореа       | Умер в занимаемой должности.                                                             | Умер в занимаемой должности.                                                             | Умер в занимаемой должности.                                                             |
| 1477            | Педро Маса де Лисана            | Исполнял обязанности до января 1479 года.                                                | Исполнял обязанности до января 1479 года.                                                | Исполнял обязанности до января 1479 года.                                                |
| 1479            | Химен Перес Эскрива де Романи   | 1-е правление.                                                                           | 1-е правление.                                                                           | 1-е правление.                                                                           |
| 1483            | Гильермо де Перальта            |                                                                                          |                                                                                          |                                                                                          |
| 1484            | Химен Перес Эскрива де Романи   | 2-е правление.                                                                           | 2-е правление.                                                                           | 2-е правление.                                                                           |
| 1487            | Педро Фортеса                   | Исполнял обязанности.                                                                    | Исполнял обязанности.                                                                    | Исполнял обязанности.                                                                    |
| 1487            | Иньиго Лопес Карильо де Мендоса |                                                                                          |                                                                                          | С 1479 года Сардинией правил король Арагона Фердинанд II.                                |
| 1491            | Альваро Карильо де Альборнос    | Брат предыдущего.                                                                        | Брат предыдущего.                                                                        | Брат предыдущего.                                                                        |
| 1491            | Хуан Дусау                      | 1-е правление.                                                                           | 1-е правление.                                                                           | 1-е правление.                                                                           |
| 1501            | Бенито Гуалбес                  | Исполнял обязанности.                                                                    | Исполнял обязанности.                                                                    | Исполнял обязанности.                                                                    |
| 1502            | Хуан Дусау                      | 2-е правление.                                                                           | 2-е правление.                                                                           | 2-е правление.                                                                           |
| 1507            | Хуан Амат                       | Исполнял обязанности.                                                                    | Исполнял обязанности.                                                                    | Исполнял обязанности.                                                                    |
| 1508            | Фернандо Хирон дн Ребольедо     |                                                                                          |                                                                                          |                                                                                          |

## Испанские вице-короли Сардинии
| Дата назначения | Вице-король                                                | Примечания | Примечания | Примечания |
| 1514            | Анхель де Виланова                                         | | | С 1516 года Сардинией правил король Испании Карлос I.                                                                  |
| 1529            | Мартин де Кабрера                                          | Умер в занимаемой должности.                                                                                           | Умер в занимаемой должности.                                                                                           | Умер в занимаемой должности.                                                                                           |
| 1534            | Антонио де Кардона                                         | | | |
| 1543            | Педро Вегуэр                                               | епископ Альгеро. Президент королевства в отсутствие предыдущего.                                                       | епископ Альгеро. Президент королевства в отсутствие предыдущего.                                                       | епископ Альгеро. Президент королевства в отсутствие предыдущего.                                                       |
| 1545            | Антонио де Кардона                                         | 2-е правление. | 2-е правление. | 2-е правление. |
| 1547            | Херонимо де Арагаль                                        | Исполнял обязанности (1-й раз).                                                                                        | Исполнял обязанности (1-й раз).                                                                                        | Исполнял обязанности (1-й раз).                                                                                        |
| 1547            | Лоренсо Фернандес де Эредия                                | Умер в занимаемой должности.                                                                                           | Умер в занимаемой должности.                                                                                           | Умер в занимаемой должности.                                                                                           |
| 1556            | Херонимо Арагаль                                           | Исполнял обязанности (2-й раз).                                                                                        | Исполнял обязанности (2-й раз).                                                                                        | Исполнял обязанности (2-й раз).                                                                                        |
| 1556            | Альваро де Мадригал                                        | Умер в занимаемой должности.                                                                                           | Умер в занимаемой должности.                                                                                           | С 1556 года Сардинией правил король Сардинии Филипп II.                                                                |
| 1570            | Хуан Калома и Кардона, граф де Эльда                       | | | |
| 1577            | Херонимо Арагаль                                           | Исполнял обязанности (3-й раз).                                                                                        | Исполнял обязанности (3-й раз).                                                                                        | Исполнял обязанности (3-й раз).                                                                                        |
| 1578            | Мигель де Монкада                                          | 1-е правление. | 1-е правление. | 1-е правление. |
| 1584            | Гаспар Висенте Новелла, архиепископ Кальяри                | В отсутствие предыдущего.                                                                                              | В отсутствие предыдущего.                                                                                              | В отсутствие предыдущего.                                                                                              |
| 1586            | Мигель де Монкада                                          | 2-е правление. | 2-е правление. | 2-е правление. |
| 1590            | Гастон де Монкада, маркиз де Айтона                        | Зять предыдущего. | Зять предыдущего. | Зять предыдущего. |
| 1595            | Антонио Колома и Саа, граф де Эльда                        | 1-е правление. | 1-е правление. | 1-е правление. |
| 1597            | Альфонсо Лассо Седеньо, архиепископ Кальяри                | Исполнял обязанности в отсутствие предыдущего                                                                          | Исполнял обязанности в отсутствие предыдущего                                                                          | С 1598 года Сардинией правил король Испании Филипп III.                                                                |
| 1599            | Антонио Колома и Саа, граф де Эльда                        | 2-е правление. | 2-е правление. | 2-е правление. |
| 1601            | Хуан де Сапата                                             | Исполнял обязанности в отсутствие предыдущего.                                                                         | Исполнял обязанности в отсутствие предыдущего.                                                                         | Исполнял обязанности в отсутствие предыдущего.                                                                         |
| 1602            | Диего де Арагаль                                           | Исполнял обязанности в отсутствие предыдущего.                                                                         | Исполнял обязанности в отсутствие предыдущего.                                                                         | Исполнял обязанности в отсутствие предыдущего.                                                                         |
| 1603            | Антонио Колома и Саа, граф де Эльда                        | | | |
| 1604            | Педро Санчес де Калатаюд, граф дель Реаль                  | | | |
| 1610            | Хайме де Арагаль                                           | Исполнял обязанности. Сын Херонимо де Арагаля, вице-короля с 1549 года.                                                | Исполнял обязанности. Сын Херонимо де Арагаля, вице-короля с 1549 года.                                                | Исполнял обязанности. Сын Херонимо де Арагаля, вице-короля с 1549 года.                                                |
| 1611            | Карлос де Борха, герцог де Гандия                          | | | |
| 1617            | Алонсо де Эриль, граф де Эриль                             | | | С 1621 года Сардинией правил король Испании Филипп IV.                                                                 |
| 1623            | Луис де Тена, епископ Тортосы                              | | | |
| 1623            | Хуан Вивес де Каньямас, барон де Бенифайро                 | Умер в занимаемой должности.                                                                                           | Умер в занимаемой должности.                                                                                           | Умер в занимаемой должности.                                                                                           |
| 1625            | Диего де Арагаль                                           | Исполнял обязанности (1-й раз).                                                                                        | Исполнял обязанности (1-й раз).                                                                                        | Исполнял обязанности (1-й раз).                                                                                        |
| 1625            | Педро Рамон Зафортеса                                      | Исполнял обязанности.                                                                                                  | Исполнял обязанности.                                                                                                  | Исполнял обязанности.                                                                                                  |
| 1625            | Херонимо Пиментель, маркиз де Байона                       | Умер в занимаемой должности.                                                                                           | Умер в занимаемой должности.                                                                                           | Умер в занимаемой должности.                                                                                           |
| 1631            | Диего де Арагаль                                           | Исполнял обязанности (2-й раз).                                                                                        | Исполнял обязанности (2-й раз).                                                                                        | Исполнял обязанности (2-й раз).                                                                                        |
| 1631            | Гаспар Прието, архиепископ Альгеро                         | Исполнял обязанности.                                                                                                  | Исполнял обязанности.                                                                                                  | Исполнял обязанности.                                                                                                  |
| 1632            | Антонио Хименес де Урреа, маркиз де Альмонасир             | | | |
| 1637            | Диего де Арагаль                                           | Исполнял обязанности (3-й раз).                                                                                        | Исполнял обязанности (3-й раз).                                                                                        | Исполнял обязанности (3-й раз).                                                                                        |
| 1638            | Джованни Андреа II Дориа, князь ди Мельфи                  | Умер в занимаемой должности.                                                                                           | Умер в занимаемой должности.                                                                                           | Умер в занимаемой должности.                                                                                           |
| 1640            | Диего де Арагаль                                           | Исполнял обязанности (4-й раз).                                                                                        | Исполнял обязанности (4-й раз).                                                                                        | Исполнял обязанности (4-й раз).                                                                                        |
| 1640            | Фабрицио Дориа, герцог де Авильяно                         | Умер в занимаемой должности.                                                                                           | Умер в занимаемой должности.                                                                                           | Умер в занимаемой должности.                                                                                           |
| 1644            | Луис Гильрмо де Монкада, герцог де Монтальто               | | | |
| 1649            | Бернард Матиас де Сервельо                                 | Исполнял обязанности (1-й раз).                                                                                        | Исполнял обязанности (1-й раз).                                                                                        | Исполнял обязанности (1-й раз).                                                                                        |
| 1649            | Джанджакомо Теодоро Тривульцио, кардинал                   | | | |
| 1651            | Дуарте Альварес де Толедо, граф де Оропеса                 | Не стал вступать в должность.                                                                                          | Не стал вступать в должность.                                                                                          | Не стал вступать в должность.                                                                                          |
| 1651            | Бельтран Велес де Гевара, маркиз де Кампо-Реаль            | Умер в занимаемой должности.                                                                                           | Умер в занимаемой должности.                                                                                           | Умер в занимаемой должности.                                                                                           |
| 1652            | Педро Мартинес Рубио, архиепископ Палермо                  | Исполнял обязанности.                                                                                                  | Исполнял обязанности.                                                                                                  | Исполнял обязанности.                                                                                                  |
| 1653            | Франсиско Фернандес де Кастро Андраде, граф де Лемос       | | | |
| 1657            | Франсишку де Моура Корте-Реал, маркиз де Каштелу-Родригу   | | | |
| 1662            | Педро Вико, архиепископ Кальяри                            | Исполнял обязанности. Был губернатором Кальяри.                                                                        | Исполнял обязанности. Был губернатором Кальяри.                                                                        | Исполнял обязанности. Был губернатором Кальяри.                                                                        |
| 1662            | Никколо I Людовизи, князь Пьомбино                         | | | |
| 1665            | Бернардо Матиас де Сервельо                                | Исполнял обязанности (2-й раз).                                                                                        | Исполнял обязанности (2-й раз).                                                                                        | Исполнял обязанности (2-й раз).                                                                                        |
| 1665            | Мануэль де лос Кобос и Луна, маркиз д Камараса             | Был убит. | Был убит. | С 1665 года Сардинией правила регентша Испании, вдовствующая королева Марианна Австрийская.                            |
| 1668            | Бернардо Матиас де Сервельо                                | Исполнял обязанности (3-й раз). В 1669 году он был арестован и отправлен в Оран.                                       | Исполнял обязанности (3-й раз). В 1669 году он был арестован и отправлен в Оран.                                       | Исполнял обязанности (3-й раз). В 1669 году он был арестован и отправлен в Оран.                                       |
| 1668            | Франсиско Туттавилья, герцог де Сан-Херман                 | Переведен на должность вице-короля Каталонии.                                                                          | Переведен на должность вице-короля Каталонии.                                                                          | Переведен на должность вице-короля Каталонии.                                                                          |
| 1673            | Фернандо Фахардо и Альварес де Толедо, маркиз де лос Велес | | | |
| 1675            | Мельчор Систернес де Облите                                | Исполнял обязанности (1-й раз).                                                                                        | Исполнял обязанности (1-й раз).                                                                                        | С 1675 года Сардинией правил король Испании Карл II.                                                                   |
| 1675            | Франсиско де Бенавидес, маркиз де лас Навас                | | | |
| 1678            | Мельчор Систернас де Облите                                | Исполнял обязанности (2-й раз).                                                                                        | Исполнял обязанности (2-й раз).                                                                                        | Исполнял обязанности (2-й раз).                                                                                        |
| 1680            | Хосе де Фунас Вильяльпандо, маркиз де Оссера               | | | |
| 1680            | Фелипе де Эгмонт, граф де Эгмонт                           | Умер в занимаемой должности.                                                                                           | Умер в занимаемой должности.                                                                                           | Умер в занимаемой должности.                                                                                           |
| 1682            | Диего Вентура Фернандес де Ангуло, архиепископ Кальяри     | Исполнял обязанности вице-короля.                                                                                      | Исполнял обязанности вице-короля.                                                                                      | Исполнял обязанности вице-короля.                                                                                      |
| 1682            | Антонио де Веласко Айяла, граф де Фуэнсалида               | | | |
| 1687            | Хосе Делитала Кастельви                                    | Исполнял обязанности.                                                                                                  | Исполнял обязанности.                                                                                                  | Исполнял обязанности.                                                                                                  |
| 1687            | Никколо Пиньятелли, герцог ди Монтелеоне                   | | | |
| 1690            | Карлос Омо Деи Моура и Пачеко, маркиз де Кастель-Родриго   | | | |
| 1690            | Луис Москосо Оссорио, граф де Альтамира                    | | | |
| 1696            | Хосе де Солис и Вальдеррабано, граф де Монтельяно          | | | |
| 1699            | Фернандо де Монкада и Арагон, герцог де Сан-Хуан           | | | С 1700 года Сардинией правил король Испании Филипп V.                                                                  |
| 1703            | Франсиско Гинес Руис де Кастро, граф де Лемос              | | | |
| 1704            | Бальтазар де Суньига и Гусман, маркиз де Валеро            | | | |
| 1707            | Педро Нуньо Колон Португаль Айяла, маркиз де ла Ямайка     | Был окружен и вынужден сдаться императорской армии.                                                                    | Был окружен и вынужден сдаться императорской армии.                                                                    | Был окружен и вынужден сдаться императорской армии.                                                                    |
| 1708            | Фернандес де Сильва и Менесес, граф де Сифуэнтес           | Вице-король от имени претендента, австрийского эрцгерцога Карла III.                                                   | Вице-король от имени претендента, австрийского эрцгерцога Карла III.                                                   | Вице-король от имени претендента, австрийского эрцгерцога Карла III.                                                   |
| 1710            | Хорхе де Эредия, граф де Фуэнтес                           | Вице-король претендента Карла III.                                                                                     | Вице-король претендента Карла III.                                                                                     | Вице-король претендента Карла III.                                                                                     |
| 1711            | Андрес Рожер де Эриль, граф де Эриль                       | Вице-король претендента Карла III. В 1713 году, по условиям Утрехтского мира, Сардиния была передана Испанией Австрии. | Вице-король претендента Карла III. В 1713 году, по условиям Утрехтского мира, Сардиния была передана Испанией Австрии. | Вице-король претендента Карла III. В 1713 году, по условиям Утрехтского мира, Сардиния была передана Испанией Австрии. |

## Австрийские вице-короли Сардинии
| Дата назначения | Вице-король                                     | Примечания | Примечания | Примечания |
| 1713            | Педро Нуньо Колон Португаль, граф де Айяла      |            |            | Карл III.  |
| 1717            | Хосеп Антони де Руби-и-Бушадорс, маркиз де Руби |            |            |            |

## Испанские вице-короли
| Дата назначения | Вице-король                      | Примечания | Примечания | Примечания |
| 1717            | Жан-Франсуа Бетт, маркиз де Леде | Испанская оккупация (1717—1720) | Испанская оккупация (1717—1720) | Король Испании Филипп V. |
| 1718            | Гонсало Чакон де Орельяна        | В 1720 году, по условиям Гаагского мирного договора, Сардиния была передана Испанией Савойскому герцогству, которая уступила первой Сицилию. | В 1720 году, по условиям Гаагского мирного договора, Сардиния была передана Испанией Савойскому герцогству, которая уступила первой Сицилию. | В 1720 году, по условиям Гаагского мирного договора, Сардиния была передана Испанией Савойскому герцогству, которая уступила первой Сицилию. |

## Савойские вице-короли Сардинии
| Дата назначения    | Вице-король                                                     | Примечания | Примечания | Примечания |
| май 1720 года      | Фелипе Паллавичино, барон де Сен-Реми                           | | | С 1720 года правил король Сардинии Виктор Амадей II.                                                                              |
| сентябрь 1723 года | Алехандро Дона дель Маро, аббат Веццолано                       | | | |
| апрель 1726 года   | Фелипе Паллавичино, барон де Сен-Реми                           | 2-й раз. | 2-й раз. | 2-й раз. |
| сентябрь 1727 года | Томас Геркулес Роэро, маркиз де Кортанце                        | | | |
| сентябрь 1731 года | Херонимо Фаллети, маркиз де Кастаньоли                          | Умер в занимаемой должности. | Умер в занимаемой должности. | С 1732 года правил король Сардинии Карл Эммануил III.                                                                             |
| августа 1735 года  | Карлос Амадео Батиста де Сан Мартино д’Алье, маркиз де Ривароло | | | |
| август 1738 года   | Франсиско Луис d’Alligne, граф де Апремонт                      | | | |
| сентябрь 1741 года | Людовико де Блоне, барон                                        | | | |
| апрель 1745 года   | Хосе Мария де Каррето, маркиз де Санта-Юлия                     | | | |
| август 1748 года   | Мануэль Вальгуарнера, князь де Вальгуарнера                     | | | |
| сентябрь 1751 года | Хуан Батиста Cacherano, граф де Брикеразио                      | | | |
| апрель 1755 года   | Виктор Амадео Коста, граф де ла Тринидад                        | | | |
| май 1758 года      | Франсиско Тана, граф де Сантена                                 | | | |
| май 1762 года      | Хуан Батиста Пелегрин Альфиери де Кортемилья                    | Умер в занимаемой должности. | Умер в занимаемой должности. | Умер в занимаемой должности. |
| апрель 1763 года   | Карлос Хосе Соларо де Говоне                                    | | | |
| сентябрь 1763 года | Франсиско Луис Коста де ла Тринидад                             | | | |
| май 1767 года      | Виктор Людовико d’Hallot des Hayes, граф де Дордзано            | | | |
| июль 1771 года     | Антонио Франсиско Гаэтано де Caissotti, граф де Роббионе        | | | С 1773 года правил король Сардинии Виктор Амадей III.                                                                             |
| ноябрь 1773 года   | Фелипе Франсиско Ферреро, граф де ла Мармора                    | | | |
| сентябрь 1777 года | Франсиско Вентимилья Ласкарис, граф де Кастельяр                | | | |
| декабрь 1780 года  | Карлос Франсиско Вальперга де Масино, маркиз де Калузо          | | | |
| июль 1783 года     | Анхель Мария Соларо де ла Моретта                               | | | |
| май 1787 года      | Карлос Франсиско Таон, граф де Санта-Андреа                     | | | |
| август 1790 года   | Висенте Бальбиано                                               | Был изгнан местным населением. | Был изгнан местным населением. | Был изгнан местным населением. |
| май 1794 года      | Фелипе Вивальда де Кастильно, маркиз де Поглиано                | | | С 1796 года правил король Сардинии Карл Эммануил IV.                                                                              |
| март 1799 года     | Карл Феликс Савойский, герцог Генуэзский                        | | | С 1802 года правил король Сардинии Виктор Эммануил I.                                                                             |
| 1816 год           | Джакобо Пес де Вилламайна                                       | Исполнял обязанности вместо предыдущего.                                                                                          | Исполнял обязанности вместо предыдущего.                                                                                          | Исполнял обязанности вместо предыдущего.                                                                                          |
| сентябрь 1818      | Игнасио Таон де Ревель, граф де Пралунго                        | Исполнял обязанности вместо Карла Феликса Савойского.                                                                             | Исполнял обязанности вместо Карла Феликса Савойского.                                                                             | Исполнял обязанности вместо Карла Феликса Савойского.                                                                             |
| сентябрь 1820      | Эктор Veuillet d’Yenne, маркиз де ла Соньер                     | Исполнял обязанности вместо Карла Феликса Савойского до мая 1821 года, когда был назначен вице-королем.                           | Исполнял обязанности вместо Карла Феликса Савойского до мая 1821 года, когда был назначен вице-королем.                           | Исполнял обязанности вместо Карла Феликса Савойского до мая 1821 года, когда был назначен вице-королем.                           |
| май 1822 года      | Джузеппе Галлеани, граф де Альяно                               | | | |
| апрель 1823        | Дженнаро Роэро, граф де Монтичелли                              | | | С 1824 года правил король Сардинии Карл Феликс.                                                                                   |
| июль 1825          | Джузеппе Торниэлли, граф де Вергано                             | | | |
| июль 1829          | Джузеппе Роберти, граф де Кастельверо                           | | | С 1831 года правил король Сардинии Карл Альберт.                                                                                  |
| июль 1831 года     | Джузеппе Монтиглио дже Оттиглио и Вилланова                     | | | |
| июль 1840 года     | Джакомо де Асарта                                               | | | |
| май 1843 года      | Клаудио Габриэль де Лонэ                                        | В 1848 году Сардиния перешла под непосредственный контроль правительства в Турине, а в 1861 году стала частью Королевства Италия. | В 1848 году Сардиния перешла под непосредственный контроль правительства в Турине, а в 1861 году стала частью Королевства Италия. | В 1848 году Сардиния перешла под непосредственный контроль правительства в Турине, а в 1861 году стала частью Королевства Италия. |